# Reality show
Reality show, telerrealidade ou reality television é um género de programa de televisão baseado na vida real. Podemos então falar de reality show sempre que os acontecimentos nele retratados sejam fruto da realidade e os visados da história sejam pessoas reais e não personagens de um enredo ficcional. Exemplo deste é o programa mundialmente conhecido Big Brother, criado em 1999 por John de Mol.

## História

### Os movimentos artísticos do realismo e do naturalismo
De acordo com Samuel Mateus num artigo intitulado "Reality-Show- uma análise de género" (2012): "Reality show, ou programa televisivo de realidade, refere-se a um vasto e plural género televisivo autónomo, não obstante integrar e adaptar elementos de outros géneros televisivos como o documentário, o concurso, o drama, a ficção ou a novela. Dotado de diversos formatos ou subgéneros, procede a uma muito singular mediatização da interacção social caracterizando-se por incidir a sua atenção na banalidade do quotidiano através do relato, na primeira pessoa,das tensões, conflitos e angústias que o indivíduo experiência diariamente, na sua vida profissional, pessoal ou familiar.O reality-show consegue, por intermédio de perscrutação escopofílica generalizada, a criação de uma relação de carácter testemunhal e cúmplice com os espectadores, os quais se tornam, quase-interlocutores na medida a que assistem à revelação confidente de si que os indivíduos publicamente aí operam"
Escreve Mateus (2012): "poderá parecer inusitado convocarmos um movimento artístico e literário para discutir as influências de género do programa televisivo de realidade mas a verdade é que o Realismo do século XIX expressa já aquilo que vai ser uma característica distintiva do reality-show: embora exaustivamente ensaiado, há um desejo de real, uma quase obsessão em denunciar a realidade social,uma procura funesta da veracidade através de uma narrativa lenta e minuciosa que atende aos detalhes, e que é escrita com uma linguagem cordial, quotidiana - por vezes mesmo vernácula - assente nas emoções e padecimentos do protagonista, contra a imaginação romântica, eis o Realismo de Flaubert, Balzac, Eça de Queiroz ou Machado de Assis escrevendo a crueza real dos factos, fazendo da observação descritiva o dever soberano da literatura.

### A estética documental
Segundo Mateus (2012), "os reality-shows vão buscar à estética documental essa pretensão realista de alcançar, através do carácter testemunhal das suas imagens, o acesso a uma suposta verdade interior, uma verdade escondida que apenas as imagens com edição primária e, nalguns casos, quase sem narração ou locução- podem mostrar. Na ligação da estética documental com os programas televisivos de realidade existem dois aspectos centrais: por um lado, ambos enfatizam os momentos de transformação pessoal que gente comum e anónima enfrenta nas situações sociais aparentemente inesperadas e agindo como se a câmara de gravação não estivesse presente(...). Por outro lado, é como se este recorte da suposta realidade que a estética documental dos programas televisivos de realidade opera tornasse certas questões quotidianas mais susceptíveis de serem problematizadas, quer pelos participantes, quer pelos próprios espectadores.
Embora tenha havido precedentes no rádio e na televisão, o primeiro reality show, como hoje definido, foi a série An American Family, transmitida em doze partes em 1973 nos Estados Unidos; a série ficou famosa por lidar com divórcio em uma família nuclear e, ainda, pela revelação de que um dos filhos, Lance Loud, era homossexual. Vários shows na Inglaterra e Austrália usaram o mesmo enredo. An American Family teve 4 gravações antes de ser escolhida qual iria para o ar.
A série que teria criado o interesse moderno em reality shows foi talvez Cops, lançada em março de 1989. Foi seguido por The Real World, da MTV, lançado no Brasil como "Na Real", que se tornou fenômeno de popularidade. Em 2000, com o surgimento do Big Brother e da Expedition Robinson na Europa, assim como Survivor nos Estados Unidos, houve multiplicação de programas de televisão baseados em reality shows, muitas vezes com críticas desfavoráveis por parte da mídia e da população.
O termo reality show é conhecido por mostrar, de forma simulada e ensaiada, uma realidade. Em tais programas, há roteiros a serem seguidos e os participantes têm que resolver problemas ou apenas conviver com outros participantes, como no caso do programa Big Brother e outros. Os chamados reality shows entretêm as pessoas com a reação de seus participantes em apenas viverem um cotidiano ou realizarem alguma prova.
Alguns outros reality shows, como O Aprendiz ou O Desafiante - 2005, levam aos seus participantes "desafios" que eles poderiam encontrar em suas profissões ou em suas próprias vidas. Há também o Esquadrão da Moda, no qual cada episódio apresenta uma "vítima" de moda e reforma do seu guarda-roupa. Todos, tentam dar aparência de realidade.

## Formatos recorrentes
Os elementos comuns que caracterizam o reality show são os personagens e suas histórias supostamente tomadas da vida cotidiana. O protagonista, normalmente, apresenta-se como um cidadão médio, gente comum que está disposta a atuar como uma estrela das telas a mudança de fazer pública sua vida privada. O sujeito anônimo da grande massa se converte numa "estrela" dado que uma das funções dos meios de comunicação é outorgar status.
- Tipo Survivor ou No Limite: um grupo heterogêneo de pessoas é levado a um lugar remoto sem serviços elementares, no qual deverão procurar seu sustento e deverão competir para obter produtos básicos. Tal qual no Big Brother, tudo é cercado por coreógrafos, câmeras, maquiadores, cabeleireiros e diretores.
- Tipo Big Brother: um grupo heterogêneo de jovens de ambos sexos devem conviver durante certo tempo numa casa, formando alianças e tramando intrigas para não ser expulsos pelo voto dos espectadores. Entre a variedade de reality tipo Big Brother,[4] podemos encontrar o programa Surreal Life, produzido pelo canal VH1, ou The Real World, produzido pelo canal-irmão MTV.
- Tipo Solteiro: um homem ou mulher solteiro, usualmente rico ou famoso, deverá eleger entre um grupo de pretendentes. Nesta classe de emissões, costuma ser o solteiro quem decide quem prossegue na competição. Ex.: The Bachelor
- Tipo Busca de Emprego: um grupo de participantes se submete às regras ditadas por um empresário a mudança de obter um emprego para trabalhar numa de suas empresas. O programa típico desta nova tendência é O Aprendiz (The Apprentice), programa da rede televisiva National Broadcasting Company e conduzido pelo empresário estadunidense Donald Trump. Na América Latina, se produziram duas versões: uma brasileira apresentada pelo empresário Roberto Justus nas primeiras temporadas sendo substituído pelo empresário João Doria Júnior nas temporadas de 2010 e 2011 e no ano seguinte voltando ao seu apresentador original, produzida pela Rede Record (2004-2014) e Rede Bandeirantes (2019-presente). E há outra na Colômbia com o empresário turístico de origem francesa Jean-Claude Bessudo pelo Canal Caracol.

## Em Portugal
Em Portugal, embora o nome "reality show" já fosse utilizado pela crítica televisiva na década de 1990 para descrever programas como All You Need Is Love ou Perdoa-me (ambos da SIC), o nome só passou realmente a ser utilizado por personalidades dos média e pelo grande público aquando da exibição do primeiro Big Brother - um sucesso estrondoso -, em 2000, passando a ser sinónimo de "programa com pessoas reais filmadas 24 horas por dia".

### TVI
- Big Brother  (2000-2003/2020-2025 - 11 edições + 4 Especiais)
- Survivor (2001 - 1 edição)
- Ilha da Tentação (2002 - 2 edições)
- Big Brother - Famosos (2002/2022 - 4 edições)
- 1.ª Companhia  (2005 - 2 edições)
- Quinta das Celebridades (2004/2005 - 2 edições)
- Novos Aventureiros (2006 - 1 edição)
- Pedro, o Milionário (2006 - 1 edição)
- O meu odioso e inacreditável Noivo (2006 - 1 edição)
- Circo das Celebridades (2006 - 1 edição)
- A Bela e o Mestre (2007 - 1 edição)
- Casamento de Sonho (2007 - 1 edição)
- Perdidos na Tribo (2011 - 1 edição)
- A Grande Aventura (2012 - 1 edição)
- Big Brother VIP (2013 - 1 edição)
- A Quinta (2015 - 1 edição)
- A Quinta: O Desafio (2016 - 1 edição)
- Secret Story - Casa dos Segredos (2010-2018/ 2024-presente - 8 edições + 7 especiais)
- Temos Negócio! (2015-2016 - 1 edição)
- Love on Top (2016-2019 - 10 edições)
- Biggest Deal (2017 - 1 edição)
- First Dates - O Primeiro Encontro (2019 - 2 edições)
- Quem quer casar com o meu Filho ? (2019 - 1 edição)
- Começar do Zero (2019 - 1 edição)
- Like Me (2019 - 2 edições)
- O Amor Acontece (2021 - 1 edição)
- Os Turistas (2022-2023)
- A Ex-periência (2023 - 1 edição)
- O Triângulo (2023 - 1 edição)
- Casamento Marcado (2023 - 1 edição)
- Dilema (2024 - 1 edição)

### SIC
- Acorrentados (2001 - 1 edição)
- O Bar da TV (2001 - 1 edição)
- Confiança Cega (2001 - 1 edição)
- Masterplan - O Grande Mestre (2002 - 1 edição)
- Senhora Dona Lady (2005 - 1 edição)
- Família Superstar (2007 - 1 edição)
- Peso Pesado (2011/2012 - 2 edições)
- O Poder do Amor (2014 - 1 edição)
- Peso Pesado Teen (2015 - 3 edições)
- Supernanny (2018 - 1 edição)
- Casados à Primeira Vista (2018/2019/2022/2024 - 4 edições)
- O Carro do Amor (2019 - 1 edição)
- Quem Quer Namorar com o Agricultor? (2019-2022 - 5 edições)
- Amigos Improváveis (2020 - 1 edição)
- Amigos Improváveis: Famosos (2020 - 1 edição)
- A Árvore dos Desejos (2019 - 2 edições)
- O Noivo é que Sabe (2020 - 1 edição)
- O Noivo É que Sabe: Famosos  (2020 - 1 edição)
- Casados no Paraíso (2023-2024 - 1 edição)
- Era Uma Vez na Quinta (2024 - 1 edição)

## No Brasil
No Brasil o formato do reality show foi realizado pela primeira vez em 2000, quando a MTV foi pioneira ao estrear 20 e Poucos Anos. Na sequência Band e Rede Globo estrearam os primeiros realitys de confinamento, Território Livre e No Limite, respectivamente, baseado em versões internacionais. Outros canais também foram adotando o formato, como o SBT em 2001 com o Casa dos Artistas, a Record em 2004 com o Sem Saída e a RedeTV! em 2007 com o Dr. 90210. A emissora educativa TV Cultura também produziu um reality show, o Ecoprático, mostrando famílias que transformavam suas casas de forma sustentável e ecológica.

### Em Exibição
TV Globo
| Ano           | Título              | Apresentação    |
| ------------- | ------------------- | --------------- |
| 2002–presente | Big Brother Brasil  | Tadeu Schmidt   |
| 2005–presente | Dança dos Famosos   | Luciano Huck    |
| 2022–presente | Batalha do Lip Sync | Luciano Huck    |
| 2024–presente | Estrela da Casa     | Ana Clara Lima  |
| 2025          | Chef de Alto Nível  | Ana Maria Braga |

Record
| Ano                     | Título              | Apresentação                  |
| ----------------------- | ------------------- | ----------------------------- |
| 2009–2015 2017–presente | A Fazenda           | Adriane Galisteu              |
| 2016–2022 2025–presente | Power Couple Brasil | Felipe Andreoli e Rafa Brites |
| 2020–presente           | Canta Comigo Teen   | –                             |
| 2025–presente           | Love & Dance        | Felipe Andreoli e Rafa Brites |
| 2025–presente           | Game dos 100        | Felipe Andreoli e Rafa Brites |

SBT
| Ano                     | Título                | Apresentação                     |
| ----------------------- | --------------------- | -------------------------------- |
| 2009–2019 2022–presente | Esquadrão da Moda     | Renata Kuerten e Dudu Bertholini |
| 2015–presente           | Bake Off Brasil       | Nadja Haddad                     |
| 2025                    | Fábrica de Casamentos | –                                |
| 2025                    | Namoro na Cozinha     | –                                |
| 2025                    | The Voice Brasil      | Tiago Leifert                    |

Band
| Ano           | Título            | Apresentação |
| ------------- | ----------------- | ------------ |
| 2015–presente | MasterChef Brasil | –            |

Sony
| Ano           | Título            | Apresentação    |
| ------------- | ----------------- | --------------- |
| 2016-presente | Shark Tank Brasil | Luitha Miraglia |

GNT
| Ano           | Título           | Apresentação  |
| ------------- | ---------------- | ------------- |
| 2015–presente | Que Seja Doce    | Felipe Bronze |
| 2015–presente | The Taste Brasil | –             |

MTV
| Ano           | Título                    | Apresentação |
| ------------- | ------------------------- | ------------ |
| 2016-presente | De Férias com o Ex Brasil | –            |

Globoplay
| Ano           | Título                | Apresentação   |
| ------------- | --------------------- | -------------- |
| 2022–presente | Túnel do Amor         | Ana Clara Lima |
| 2025          | Minha Mãe com Seu Pai | Sabrina Sato   |
| 2025          | Terceira Metade       | Deborah Secco  |

Netflix
| Ano           | Título                     | Apresentação                  |
| ------------- | -------------------------- | ----------------------------- |
| 2021–presente | Casamento às Cegas: Brasil | Camila Queiroz Klebber Toledo |
| 2023–presente | Ilhados com a Sogra        | Fernanda Souza                |

Prime Video
| Ano           | Título               | Apresentação   |
| ------------- | -------------------- | -------------- |
| 2020-presente | Soltos               | –              |
| 2021-presente | LOL: Se Rir, Já Era! | Tom Cavalcante |

Max
| Ano           | Título                    | Apresentação |
| ------------- | ------------------------- | ------------ |
| 2020-presente | Largados e Pelados Brasil | –            |
| 2024          | Quilos Mortais: Brasil    | –            |

### Finalizados
Emissoras de TV e Streaming
| Ano                        | Título                       | Emissora / Plataforma |
| Anos 2000                  | Anos 2000                    | Anos 2000             |
| -------------------------- | ---------------------------- | --------------------- |
| 2000                       | Vinte e Poucos Anos          | MTV Brasil            |
| 2000                       | Território Livre             | Band                  |
| 2001–2002, 2009, 2021–2023 | No Limite                    | Globo                 |
| 2001–2004                  | Casa dos Artistas            | SBT                   |
| 2002                       | Amor a Bordo                 | Globo                 |
| 2002                       | Ilha da Sedução              | SBT                   |
| 2002–2004                  | Acorrentados                 | Globo                 |
| 2002, 2010–2011            | Hipertensão                  | Globo                 |
| 2004                       | Quebrando a Rotina           | Globo                 |
| 2004                       | Sem Saída                    | Record                |
| 2004–2019                  | O Aprendiz                   | Record / Band         |
| 2005                       | Joga 10                      | Band                  |
| 2005                       | Subindo a Serra              | Globo                 |
| 2005                       | Casamento à Moda Antiga      | SBT                   |
| 2006                       | Joga Bonito                  | Band                  |
| 2006–2007                  | Dança no Gelo                | Globo                 |
| 2006–2014                  | Supernanny                   | SBT                   |
| 2006–2011, 2015–2016       | Troca de Família             | Record                |
| 2007                       | Simple Life: Mudando de Vida | Record                |
| 2007                       | Quem Perde, Ganha            | SBT                   |
| 2007–2008                  | Circo do Faustão             | Globo                 |
| 2007–2013                  | Dr. 90210                    | RedeTV!               |
| 2008–2010, 2015            | Beleza na Comunidade         | Record                |
| 2009                       | Ecoprático                   | TV Cultura            |
| 2009                       | Clube das Mulheres           | RedeTV!               |
| 2009                       | Só Falta Esposa              | SBT                   |
| 2009–2012                  | E24                          | Band                  |
| Anos 2010                  |                              |                       |
| 2010                       | Busão do Brasil              | Band                  |
| 2010–2011                  | Solitários                   | SBT                   |
| 2010–2016                  | Polícia 24h                  | Band                  |
| 2011                       | A Casa da Ana Hickmann       | Record                |
| 2011                       | Projeto Fashion              | Band                  |
| 2011–2012                  | Esquadrão do Amor            | SBT                   |
| 2011–2015                  | The Ultimate Fighter: Brasil | Globo                 |
| 2012                       | Amazônia                     | Record                |
| 2012                       | Perdidos na Tribo            | Band                  |
| 2012                       | Top Model                    | Record                |
| 2012                       | Fazenda de Verão             | Record                |
| 2012–2013                  | Mulheres Ricas               | Band                  |
| 2012–2015                  | Além do Peso                 | Record                |
| 2012–2023                  | The Voice Brasil             | Globo                 |
| 2013–2015                  | Papito in Love               | MTV Brasil            |
| 2014–2016                  | Saltibum                     | Globo                 |
| 2014–2017                  | Adotada                      | MTV Brasil            |
| 2015–2018                  | Are You the One? Brasil      | MTV Brasil            |
| 2016                       | Bate & Volta                 | Band                  |
| 2016–2017                  | Entubados                    | Sony                  |
| 2016–2023                  | The Voice Kids               | Globo                 |
| 2017                       | A Casa                       | Record                |
| 2017                       | Exathlon Brasil              | Band                  |
| 2017–2024                  | Canta Comigo                 | Record                |
| 2018                       | Tudo ou Nadja                | PlayPlus              |
| 2018–2021                  | A Ilha dos Famosos           | YouTube               |
| 2019–2021                  | Mestre do Sabor              | Globo                 |
| 2019–2023                  | Top Chef Brasil              | Record                |
| 2019–2023                  | Troca de Esposas             | Record                |
| Anos 2020–2024             |                              |                       |
| 2020                       | Hair: O Reality dos Cabelos  | Record                |
| 2020                       | Made In Japão                | Record                |
| 2020                       | The Circle Brasil            | Netflix               |
| 2020–2023                  | Se Sobreviver, Case!         | Multishow             |
| 2021                       | Te Devo Essa! Brasil         | SBT                   |
| 2021                       | Ilhados com Beats            | Instagram             |
| 2021                       | Manda Jobs Beats             | Instagram             |
| 2021–2022                  | The Voice +                  | Globo                 |
| 2021–2022                  | Ilha Record                  | Record                |
| 2021–2022                  | Famosas em Apuros            | Record                |
| 2021–2022                  | Cozinhe se Puder             | SBT                   |
| 2021–2022                  | Brincando com Fogo: Brasil   | Netflix               |
| 2021–2023                  | Rio Shore                    | MTV Brasil            |
| 2021-2025                  | The Masked Singer Brasil     | Globo                 |
| 2022                       | A Ponte: The Bridge Brasil   | Max                   |
| 2022–2023                  | Em Casa com os Gil           | Prime Video           |
| 2022                       | Iron Chef: Brasil            | Netflix               |
| 2023                       | Casais em Apuros             | Record                |
| 2023                       | Let Love                     | Multishow             |
| 2023–2024                  | A Grande Conquista           | Record                |
| 2024                       | Muquiranas: Brasil           | Max                   |

### Recorde
Atualmente Gretchen é a personalidade brasileira que mais participou de reality shows na televisão. Ao todo, foram 11 participações, marcando presença em diferentes formatos e consolidando seu título de rainha dos realities. Ela esteve em Troca de Família, A Fazenda, Duelo de Mães,  Bancando o Chef, Os Gretchen, Minha Mulher Que Manda, Drag Me As A Queen, The Masked Singer Brasil e participou de duas edições do Power Couple Brasil — a 1ª e a 7ª. 
Logo atrás de Gretchen, quem aparece no ranking é Matheus Novinho, com 8 participações em realities. Na sequência, estão Igor Freitas e Vinícius D'Black, ambos com 7 participações cada. 
| Personalidade    | Aparições | Histórico |
| ---------------- | --------- | --- |
| Gretchen         | 11 vezes  | Troca de Família, A Fazenda 5, Power Couple 1, Duelo de Mães, Bancando o Chef, Os Gretchen, Minha Mulher que Manda, Drag Me As A Queen 3, The Masked Singer Brasil 2 e Power Couple 7. |
| Matheus Novinho  | 8 Vezes   | De Férias com o Ex Brasil 4, Acapulco Shore 8, De Férias com o Ex Brasil 6, Rio Shore 1, De Férias com o Ex Caribe: Salseiro VIP 2, Rio Shore 2, Rio Shore 3 e Rio Shore 4.            |
| Igor Freitas     | 7 Vezes   | Super Shore 1, Super Shore 2, Super Shore 3, Are You the One? Brasil, De Férias com o Ex Brasil 3, A Fazenda 15 e De Férias com o Ex: A Diretoria                                      |
| Vinícius D'Black | 7 Vezes   | Popstars 2, The Voice Brasil 6, Power Couple 3, Tudo ou Nadja, Dancing Brasil 5, Bancando o Chef e A Fazenda 16.                                                                       |
| Daniele Hypólito | 6 Vezes   | Exathlon Brasil, Dancing Brasil 5, Duelo de Mães, Made In Japão, Power Couple 5 e Big Brother Brasil 25.                                                                               |
| Nadja Pessoa     | 6 Vezes   | Power Couple 3, A Fazenda 10, Tudo ou Nadja, Bancando o Chef, Ilha Record e A Fazenda 15                                                                                               |

Outros Recordes
- Fael Cordeiro, vencedor do Big Brother Brasil 12 em 2012, detém o recorde de maior percentual de votos na final de um reality show no Brasil, com impressionantes 92% de aprovação do público.[5] Enquanto Karol Conká lidera o recorde de maior rejeição da história no modelo de votação para sair, sendo eliminada com 99,17% dos votos no Big Brother Brasil 21.[6] Já Lily Nobre detém o recorde de maior rejeição no modelo de votação para ficar, ao receber apenas 0,78% dos votos para permanecer em A Fazenda 15.[7]

- Arcrebiano “Bil” Araújo é a personalidade que mais tempo participou de diferentes realities no mesmo ano, em 2021. Durante esse período, integrou Big Brother Brasil 21,  No Limite 5 e A Fazenda 13, todas transmitidas ao longo do ano.[8]

- Babu Santana no Big Brother Brasil 20, foi o participante com mais indicações a uma berlinda na história dos reality shows brasileiros, enfrentando a berlinda 10 vezes.[9]

- No Big Brother Brasil 20, o 10º paredão histórico entre Felipe Prior, Manu Gavassi e Mari Gonzalez entrou para o Guinness World Records como a maior votação pública já registrada na história dos reality shows no mundo. Ao todo, foram computados 1 532 944 337 votos entre os dias 29 e 31 de março daquele ano.[10][11]

- No Big Brother Brasil 13, Kléber Bambam, vencedor da primeira edição do programa em 2002, estabeleceu o recorde de menor tempo de permanência em um reality show brasileiro. Ele desistiu do confinamento após apenas 5 dias, tornando-se o participante que mais rapidamente deixou uma competição.[12]

- No Big Brother Brasil 18, os participantes Ana Clara e Kaysar Dadour estabeleceram o recorde de maior tempo de permanência em uma prova de resistência do programa. Eles resistiram por 42 horas e 58 minutos. A prova foi interrompida pela produção para preservar a saúde dos participantes, já que ambos estavam visivelmente exaustos. Como não houve vencedor, ambos receberam um prêmio de carro zero quilômetro e decidiram, em consenso, que a imunidade seria concedida a Ana Clara.[13]